# میمون شنل‌پوش بلوطی
میمون شنل‌پوش بلوطی یا میمون شنل‌پوش گریان بلوطی (نام علمی: Cebus castaneus) گونه‌ای از میمون‌های شنل‌پوش از شمال شرقی برزیل، جنوب گویان، سورینام و گویان فرانسه است.